# Mennecy
Mennecy là một xã ở tỉnh Essonne thuộc vùng Île-de-France miền bắc nước Pháp.
Theo điều tra dân số năm 1999, dân số xã này là 12.779 người. Ước tính dân số năm 2005 là 13.600.
Mennecy kết nghĩa với the villages Countesthorpe in Leicestershire, United Kingdom và Renningen in Baden-Württemberg, Đức.
Danh xưng cư dân địa phương Mennecy trong tiếng Pháp là Menneçois.